# Plectranthus aliciae
Plectranthus aliciae là một loài thực vật có hoa trong họ Hoa môi. Loài này được (Codd) van Jaarsv. & T.J.Edwards miêu tả khoa học đầu tiên năm 1997.